# Clara Williams
Pour les articles homonymes, voir Williams.
Clara Williams est une actrice américaine née le 3 mai 1888 à Seattle (État de Washington) et morte le 8 mai 1928 à Los Angeles (Californie).

## Biographie
Elle débute en 1910 chez Essanay où elle tourne dans l'année un grand nombre de films sous la direction de Gilbert M. Anderson. Elle quitte la Compagnie et devient l'une des partenaires principales de William S. Hart dans ses premiers westerns. Elle épouse le scénariste Franklin Hall, puis met un terme à sa carrière en 1918. Après son divorce, elle se remarie avec Reginald Barker en 1920 et décède huit ans plus tard des suites d'une intervention chirurgicale.
Elle a tourné de 1910 à 1918 dans plus d'une centaine de films.

## Filmographie partielle
- 1910 : The Girl and the Fugitive
- 1913 : A Black Conspiracy de Walter Edwards
- 1913 : The Great Sacrifice
- 1913 : The Witch of Salem
- 1913 : Days of '49
- 1914 : The Hour of Reckoning
- 1914 : The Gringo
- 1914 : Jim Cameron's Wife
- 1914 : His Hour of Manhood
- 1914 : Le Serment de Rio Jim (The Bargain)
- 1915 : The Ruse
- 1915 : The Italian
- 1915 : The Devil
- 1915 : On the Night Stage
- 1916 : The Corner de Walter Edwards
- 1916 : The Last Act de Walter Edwards
- 1916 : Home de Raymond B. West